# Piatto sizzle
Il piatto sizzle è un piatto utilizzato in una batteria o un set di percussioni e fa parte della famiglia degli idiofoni.
Questo strumento a percussione è così chiamato perché vi possono essere applicati dei sizzler; particolari percussioni che possono produrre un suono sfrigolante senza il bisogno di fare buchi nel piatto. È usato prevalentemente nel jazz.